# Rhizotype
Rhizotype là một chi bướm đêm thuộc họ Noctuidae.